# Bagbera
Bagbera là một census town ở quận Purbi Singhbhum ở bang Jharkhand, Ấn Độ.

## Cơ cấu dân số
Theo cuộc điều tra dân số năm 2001 tại Ấn Độ,India Bagbera có dân số 67.100 người. Nam giới chiếm 52% và nữ giới chiếm 48% dân số. Bagbera có tỷ lệ biết chữ bình quân 66%, cao hơn mức trung bình quốc gia 59,5%; với 59% nam giới và 41% nữ giới biết chữ. 14% dân số dưới 6 tuổi.